# Немой сейм
О втором Немом сейме см. Гродненский сейм
«Немой» сейм (1 февраля 1717 года) — сейм Речи Посполитой, созванный для выдвижения условий королю Августу II. Это было непосредственным результатом деятельности Тарногродской конфедерации 1715—1717 годов, которая представляла собой магнатско-шляхетский союз, защищавший свои сословные и национальные интересы. Сейм получил известность благодаря тому, что продлился всего один день. Он вошёл в историю как «немой» потому, что король принял выдвигаемые ему требования (вывод саксонских войск, расширение полномочия Сейма и Сената, ограничение личной власти короля) практически без единого слова. К такому решению его склонил российский царь Пётр I. В итоге шляхта укрепила представительские органы власти в стране, а по абсолютизму был нанесён ощутимый удар. Сейм утвердил протекцию русского царя над Речью Посполитой.

## Предыстория

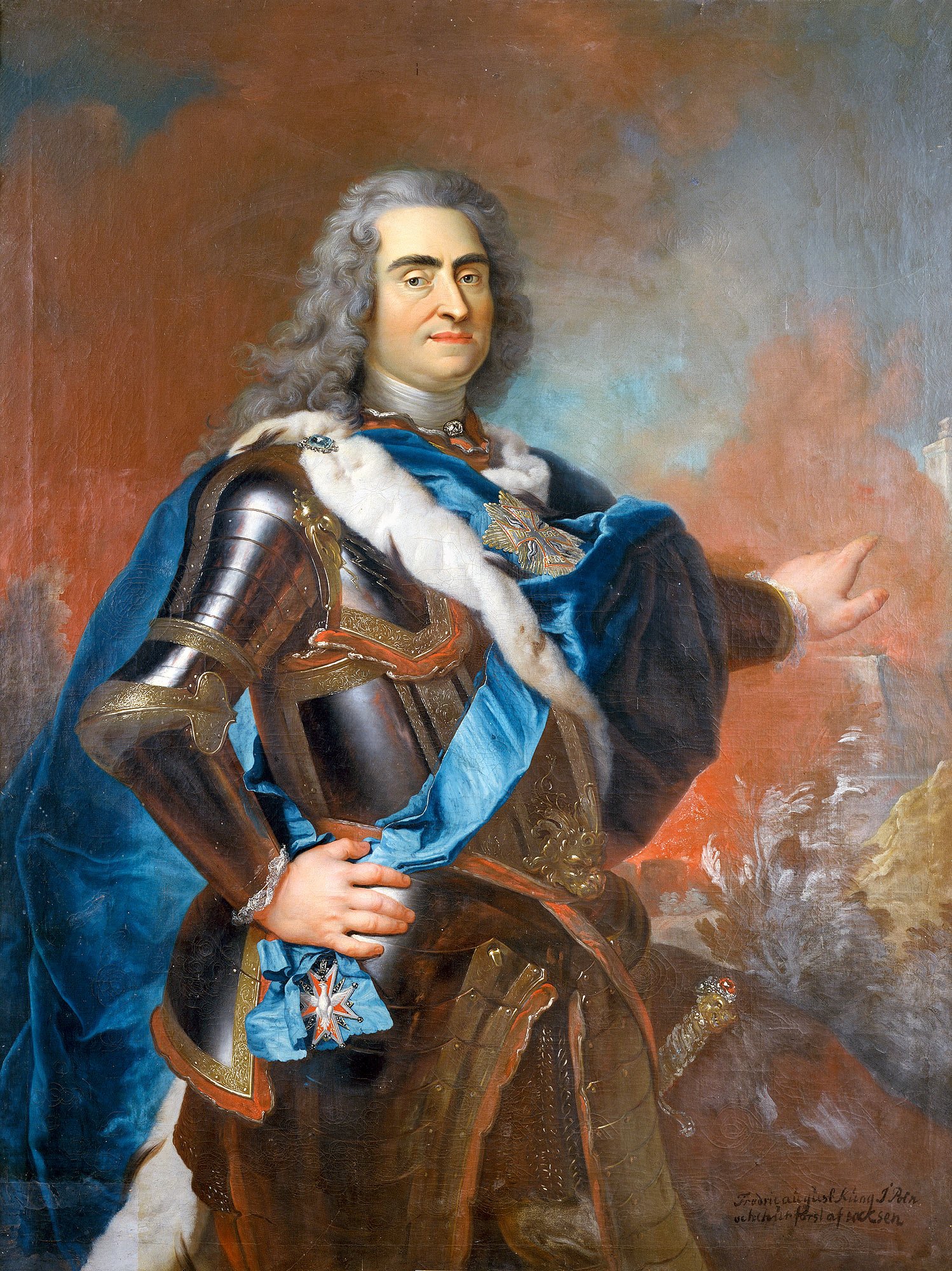
Портрет курфюрста Саксонии и короля Речи Посполитой Августа II

Курфюрст Саксонии Август II Сильный из дома Веттинов был избран правителем Речи Посполитой в 1697 году. Руководя в собственных землях в формате абсолютной монархии, он стал использовать в новом владении угрозы и военную силу, что вылилось в конфликты между его сторонниками и противниками (среди которых был другой претендент на престол Станислав Лещинский). Столкновения часто принимали форму конфедераций, являвшихся легальным способом бороться против власти короля благодаря золотым вольностям.
Желая укрепить свою власть, правитель начал активно вводить войска из Саксонии (к лету 1714 г. их число достигло 25 тыс.). Это вызывало протесты в самой Речи Посполитой. Тем временем окончание Северной войны было отмечено усилением России (провозглашённой в 1721 году империей) и ростом противоречий между Августом II и польской шляхтой, которые использовал российский правитель Пётр I. В то время его страна не имела достаточных сил для присоединения и удержания Речи Посполитой, и опасавшийся усиления соседа Петр начал ослаблять стороны конфликта, не допуская усиления ни одной из них. Ему удалось достичь ряда условий (например, сокращение размера армии содружества), чему поспособствовала политика Августа против гетманов, плохой урожай и наличие франко-польских переговоров против Августа.

## Тарногродская конфедерация
Имея гарантии поддержки со стороны российских посланников, 26 ноября 1715 г. магнаты и шляхта сформировали Тарногродскую конфедерацию, которую возглавил Станислав Ледоховский. Объединение являлось самым заметным и сильным из нескольких конфедераций, созданных в это время против Августа, и получило поддержку от большей части вооружённых сил Речи Посполитой.

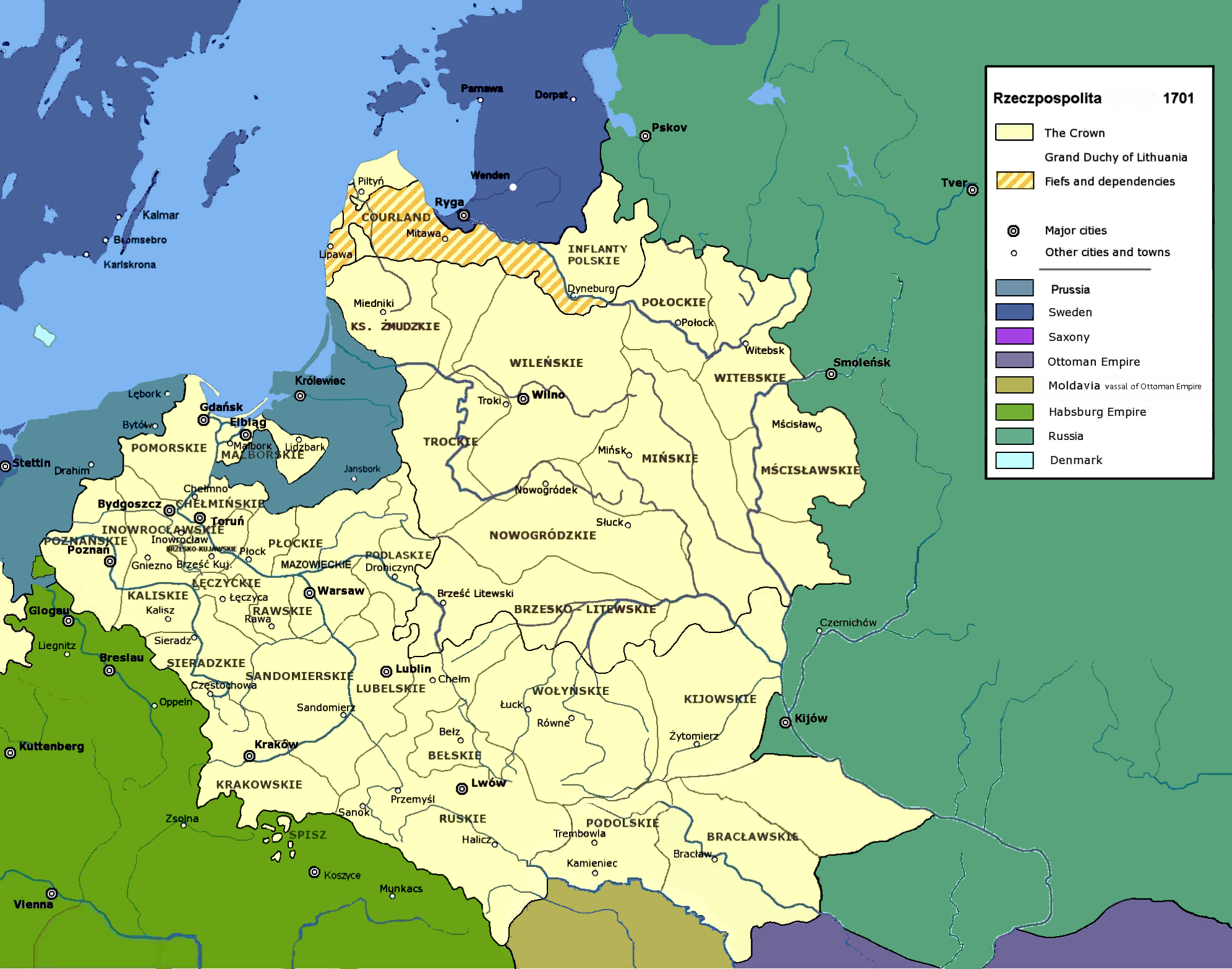
Речь Посполитая в 1701 году

Российские войска вступили на территорию этой страны, но не принимали участия в вооружённых действиях враждующих партий. Сам Петр I взял на себя роль посредника между королём Польши и противостоявшей тому шляхтой. При этом русские, вопреки ранее данным обещаниям, не поддержали конфедератов и настаивали на начале переговоров.
Гражданская война длилась около года, и чёткого преимущества не было ни у одной из сторон. Саксонские войска под командованием Якоба Генриха фон Флемминга, имея военное превосходство, заняли юго-восточные районы и город Замосць (во многом благодаря дипломатии и измене, а не военной тактике). Конфедератам удалось выбить их оттуда, после чего они вошли в область Великой Польши и захватили Познань, получив поддержку от местной конфедерации и Литвы. Ни одна из сторон не могла победить в этом конфликте, особенно с учётом давления со стороны России (в итоге объявившей, что начнёт вооружённые действия против тех, кто откажется от переговоров). Август II согласился начать дипломатическое общение с конфедератами (многие из которых всё ещё считали Петра I защитником своих привилегий и сторонником свержения немецкого государя с польского трона) при участии российских представителей во главе с дипломатом Григорием Долгоруковым в качестве арбитров.
Мирный договор между конфедерацией и королём был подписан 3 или 4 ноября 1716 г., а отношения между мятежной знатью и русскими окончательно ухудшились. В итоге на 1 февраля 1717 г. была созвана сессия сейма.

## Сейм
Чтобы избежать срыва сейма через использование права вето, сессия была преобразована в конфедеративный и пацификационный сейм. Само заседание охранялось российскими солдатами. Своё прозвище Немой сейм получил из-за того, что право голоса на нём имели только маршал сейма Станислав Ледуховский и несколько специально отобранных депутатов, их речи были посвящены изложению условий соглашения. В англоязычной историографии сейм также именовали Тупым или Немым. Весь сейм продлился шесть часов.
Соглашение содержало следующие условия:
- Сандомирская и Тарногородская конфедерации прекращали своё существование[16];
- право на создание конфедераций в будущем упразднялось[16][17];
- Золотые вольности получали подтверждение (право liberum veto сохранялось)[1][6][17];
- король терял право арестовывать людей на основе собственной прихоти (подтверждение принципа neminem captivabimus)[17];
- король должен избегать войн[16];
- Польша и Саксония не должны вмешиваться во внутренние дела друг друга: король должен был избегать консультации о внутрипольских делах с послами иностранных держав (к которым относилась и Саксония)[16];
- гетманы и сеймики (местные парламенты) утрачивали некоторые полномочия (например, сеймики больше не влияли на местные налоги)[5][18];
- базировавшиеся в Польше саксонские войска теперь ограничивались в численности (полностью изгонялись или сокращались до отряда королевской гвардии в 1 200 человек, куда не допускались иноземные рекруты)[1][5][6][16];
- саксонские чиновники покидали Польшу[1] (или их число не превышало бы шести человек)[16], и король больше не мог дать иностранцу официальную должность[17];
- права протестантов в Польше отменялись (некоторые их церкви были уничтожены для наказания «шведских партизан»)[16][17];
- создавалась смета доходов и расходов государства (по сути — один из первых бюджетов в Европе)[19];
- создавались налоги на поддержание государственной армии (размер которых достигал более 90 % доходов казны)[1][19];
- армия размещалась на королевских землях[18];
- численность армии сокращалась до 24[1] (или 18[19] или 16 тыс.[20] — источники не имеют единого мнения) для Польши и 6[1] или 8 тыс.[20] для Литвы. Такое войско уже не могло защитить свою страну[1][6][9]; её эффективная численность достигала 12 тыс.[9], в то время как Россия имела 200 тыс. солдат[21].

Среди историков существуют споры по поводу роли России в качестве гаранта данного соглашения.

## Последствия
Немой сейм положил конец попыткам Августа II установить абсолютизм на территории союзного государства; сам он решил сконцентрироваться на сохранении своего сына Августа на этом престоле.

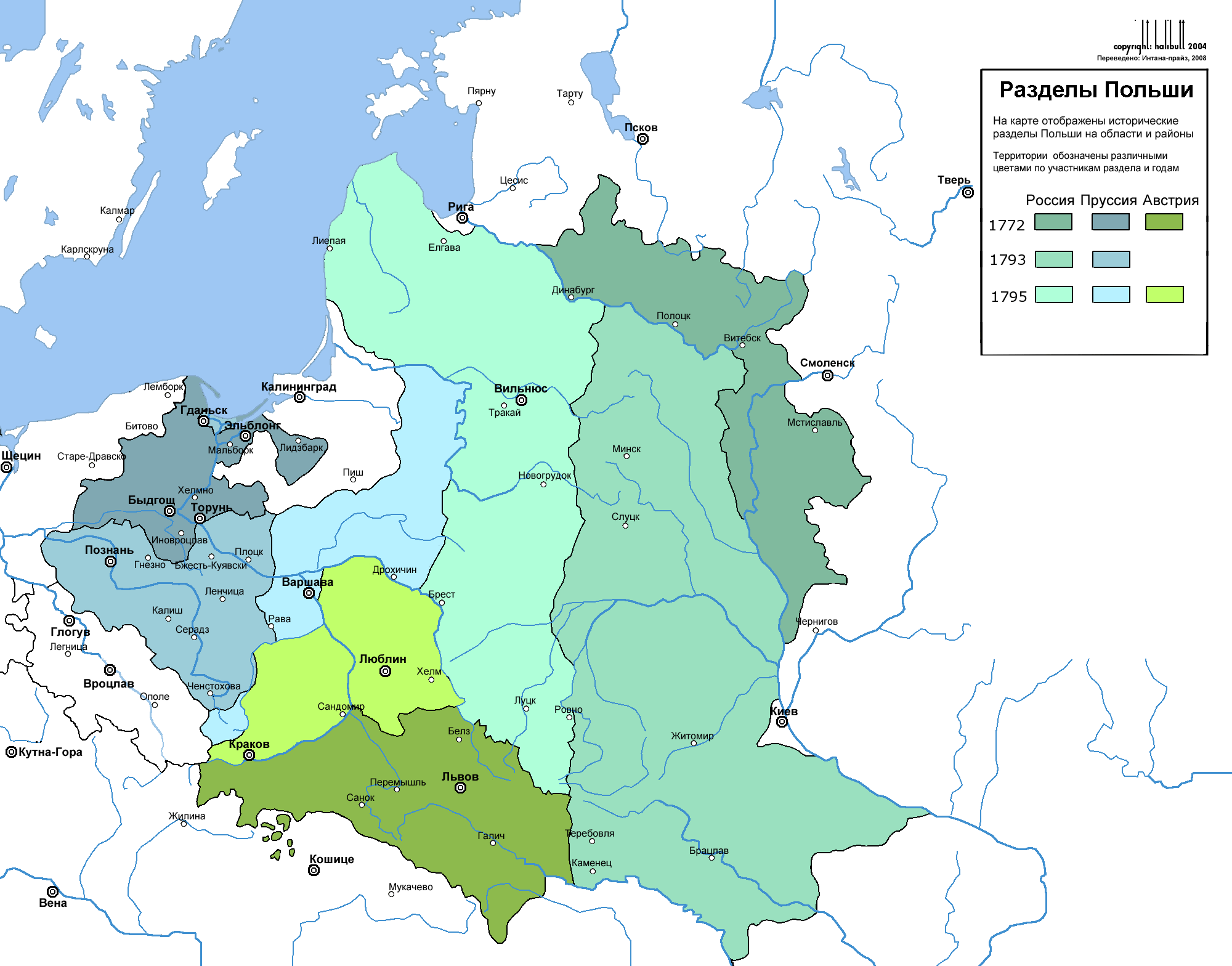
Три раздела Речи Посполитой с 1772 по 1795 год

Несмотря на наличие ряда положительных реформ (например, установление налогов для финансирования армии), роль самого сейма современные историки оценивают как негативную. Сокращение размера вооружённых сил и указание России как гаранта соглашений (даже если последнего и не было на самом деле) привело к ослаблению страны и её неофициальному превращению в российский протекторат. Российский царь теперь получал право вмешиваться во внутреннюю политику своего западного соседа. С уменьшенной армией, уходом саксонских солдат и отменой права на конфедерацию аристократия и король уже не могли бороться как друг с другом, так и с внешними угрозами. Российские войска для поддержки королевской оппозиции оставались на территории содружества ещё два года, пока Россия не договорилась с другими державами о прекращении попыток реформирования и усиления Речи Посполитой. Тем самым Немой сейм стал одним из первых прецедентов навязывания Польше внутренней политики, выгодной иностранным державам, и предшественником трёх её разделов. Историк Норман Дэвис назвал этот сейм «эффективным уничтожителем независимости Польши и Литвы».
Созданная Немым сеймом политическая система просуществовала до конца XVIII века, когда новая волна реформ привела к возникновению конституции 3 мая 1791 года и итоговому разделу страны между её соседями: Австрией, Пруссией и Россией в 1795 году.

## Происхождение названия
Сразу несколько источников утверждали, что сейм прошёл в тишине, или на нём была только речь Ледуховского, хотя по факту там говорило несколько человек. Юзеф Шуйский отмечал, что заседание сейма началось с долгой речи Ледуховского, говорить также дозволялось другим маршалам провинциальных конфедераций для указания своих позиций, канцлер Ян Себастьян Шембек имел право ответить им, а депутат и комиссар Михаил Потоцкий читал конституцию и соответствующие договоры. В то же время источники сходятся на том, что большинство депутатов были лишены права голоса; Шуйский указывал, что гетману Станиславу Матеушу Ржевускому было отказано в праве говорить. Архиепископ Гнезненский и примас Польши Станислав Шембек «выбежал в бешенстве», жалуясь на невозможность озвучить своё мнение в дискуссии.